# Uli Möller

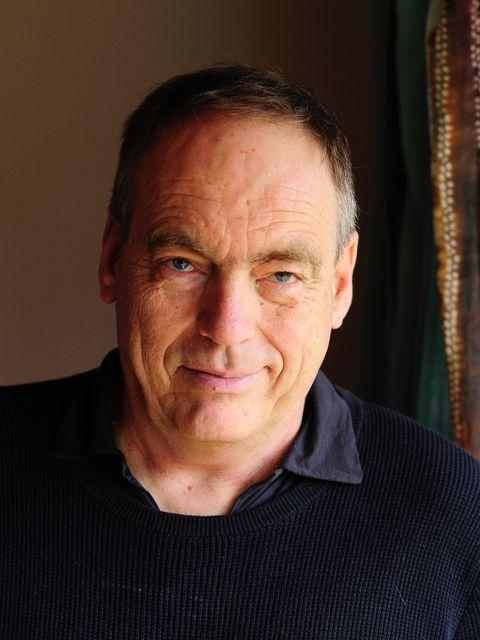
Uli Möller (2017)

Uli Möller (* 4. März 1956 in Wattenscheid) ist ein deutscher Filmregisseur, Drehbuchautor und Produzent. Bekannt wurde er durch Regiearbeiten für Fernsehserien wie Ein Fall für zwei, Tatort, Racko – Ein Hund für alle Fälle und Aktenzeichen XY … ungelöst. Er ist zudem Dozent für Filmschauspiel und Regie.

## Leben und Karriere
Möller ist in Wattenscheid im Ruhrgebiet geboren und aufgewachsen. Erste prägende Erfahrungen sammelte er bei Inszenierungen von Peter Zadek am Bochumer Schauspielhaus. Möller besuchte von 1977 bis 1981 die Filmhochschule (HFF) in München, die er mit der Regie des vom Bayerischen Rundfunk co-produzierten Fernsehfilms Lisa und der wilde Flieger abschloss.
Als Herstellungsleiter bei Centropolis arbeitete er von 1986 bis 1991 unter anderem mit Roland Emmerich bei dessen Kinofilmen Hollywood Monster und Moon 44 zusammen. In dieser Zeit war er mit Flucht in den Norden und Helsinki-Napoli – All Night Long an zwei weiteren Kinofilmen im Produktionsbereich beteiligt sowie als Produktionsleiter bei der Frankfurter Filmproduktion an drei Fernsehfilmen für das ZDF.
Mit dem eigenen Unternehmen Uli Möller Filmproduktion (UMF) mit Sitz in München konzentrierte er sich von 1990 bis 1997 als Produzent vor allem auf den Dreh von Werbe- und Image-Filmen, unter anderem für Kunden wie Siemens, Deutsche Telekom, Der Spiegel, Die Grünen und Karlsberg Ur-Pils. In dieser Zeit entstanden rund 200 Produktionen, vornehmlich im Werbebereich, aber auch das von Filmbüro Hamburg und Filmbüro NRW geförderte kleine Fernsehspiel Die sieben Sakramente von Canudos oder die vom european script fund unterstützte Serienentwicklung Ein Platz für Vampire.
Bereits während der Zeit von UMF übernahm er bei der Produktion von Werbespots immer häufiger die Regie, worauf er 1995 beschloss, ausschließlich als Regisseur im fiktionalen Bereich zu arbeiten. Er führte Regie bei zahlreichen Episoden populärer Krimi- und Familienserien wieEin Fall für zwei (ZDF), Tatort (ARD), Balko (RTL), Klinik am Alex (SAT.1), Beutolomäus (KIKA), Verbotene Liebe (ARD) und Rosamunde Pilcher (ZDF).
Ab 2017 inszenierte er für das ZDF zahlreiche Folgen des Dokudrama-Formats Aktenzeichen XY … ungelöst (Produktion: Securitel GmbH). Einen weiteren Schwerpunkt bildete die ARD/KIKA-SerieRacko – Ein Hund für alle Fälle, bei der Möller von 2018 bis 2020 insgesamt 26 Folgen realisierte.
Seit 2021 leitet Möller den Fachbereich Regie und Schauspiel an der Ruhrakademie Schwerte. Er ist zudem als Juror tätig, u. a. für den Wolfgang-Längsfeld-Preis (München) und die BLS Filmförderung in Bozen.
Neben seiner Tätigkeit als Regisseur war er immer wieder als Drehbuchautor und Produzent aktiv. So schrieb und inszenierte er unter anderem den internationalen Kinofilm Il cuore in mano, i piedi sulla strada (2011) einem Episodenfilm über das Leben entlang der Straße SS 16 Adriatica, sowie weitere Kinoprojekte wie Waiting 4 Susanna und Fuck I love you.

## Filmografie
Regie (Auswahl)
- 1995: Einhundert Bilder
- 1996–1998: Verbotene Liebe (Fernsehserie, 65 Folgen, ARD)
- 1998–2007: Ein Fall für zwei (Fernsehserie, 10 Folgen, ZDF)
- 1998: Die Kommissarin (Fernsehserie, 2 Folgen, ARD)
- 1999–2003: Balko (Fernsehserie, 14 Folgen, RTL)
- 1999: Nesthocker – Familie zu verschenken (Pilotfilm)
- 2000: Doppelter Einsatz München (Fernsehfilm, RTL)
- 2000: Holiday Affair (Fernsehfilm, ProSieben)
- 2001: Kälter als der Tod (Fernsehfilm, SAT1)
- 1998–2002: Im Namen des Gesetzes (Fernsehserie, 7 Folgen, RTL)
- 2002–2006: Die Rosenheim-Cops (Fernsehserie, 6 Folgen, ZDF)
- 2003: Broti & Pacek – Irgendwas ist immer (Fernsehserie, 3 Folgen, SAT1)
- 2006: Tatort – Der schwedische Freund (ARD)
- 2006: Beutolomäus kommt zum Weihnachtsmann
- 2007: Beutolomäus und der doppelte Weihnachtsmann
- 2008–2009: Klinik am Alex (Fernsehserie, SAT1)
- 2010: Laible und Frisch (Fernsehserie, 6 Folgen, SWR)
- 2011: Il cuore in mano, i piedi sulla strada (Luis Films)
- 2015: Rosamunde Pilcher – Lizenz zum Seitensprung (TV-Film, ZDF)[1]
- 2015: Waiting 4 Susanna (Luis Films)
- 2017: Aktenzeichen XY... ungelöst (ZDF)
- 2018–2021: Racko – Ein Hund für alle Fälle (Fernsehserie, 26 Folgen, ARD/KIKA)[1]
- 2020: Fuck I love you (Luis Films, in Entwicklung)

Drehbuch (Auswahl)
- 1996: Runaway
- 1997: Ein Platz für Vampire
- 2000: Holiday Affair
- 2001: Kälter als der Tod
- 2008: Zuma
- 2011: Der stille Atem

## Jury
- Juryvorsitzender Wolfgang-Längsfeld-Preis (München, 2014 und 2019)
- Jurymitglied BLS Filmförderung Bozen (2016)